# Honcut (Kalifornija)
Honcut je naseljeno područje za statističke svrhe u američkoj saveznoj državi Kalifornija. Prema popisu stanovništva iz 2010. u njemu je živjelo 370 stanovnika.